# Kimmo Kaivanto
Kimmo Olavi Kaivanto, född 25 maj 1932 i Tammerfors, död 20 april 2012 i Helsingfors, var en finländsk målare, grafiker och skulptör. 

## Biografi
Kaivanto studerade bruksgrafik vid Konstindustriella läroverket 1953–1954. Efter debuten 1956 genomgick hans måleri många förändringar. En mystisk-romantisk period avslutades omkring 1959 och han övergick till experiment med abstrakt konst. Omkring 1962 inleddes hans informalistiska period och han målade abstrakta kompositioner till 1966, då hans bilder började få alltmera föremålsliga drag. Han uppmärksammades i slutet av 1960-talet för sina polemiska grafiska arbeten med anknytning till tidens världspolitiska händelser (kompositioner med fingrar) och vaknande intresse för miljöfrågor (serigrafin Då havet dör, 1970). Han återkom i sitt måleri och även i tredimensionella verk (i bland annat brons, glasfiber och betong) till samma motivkrets (utställningen Fingrarna med i spelet 1971). 

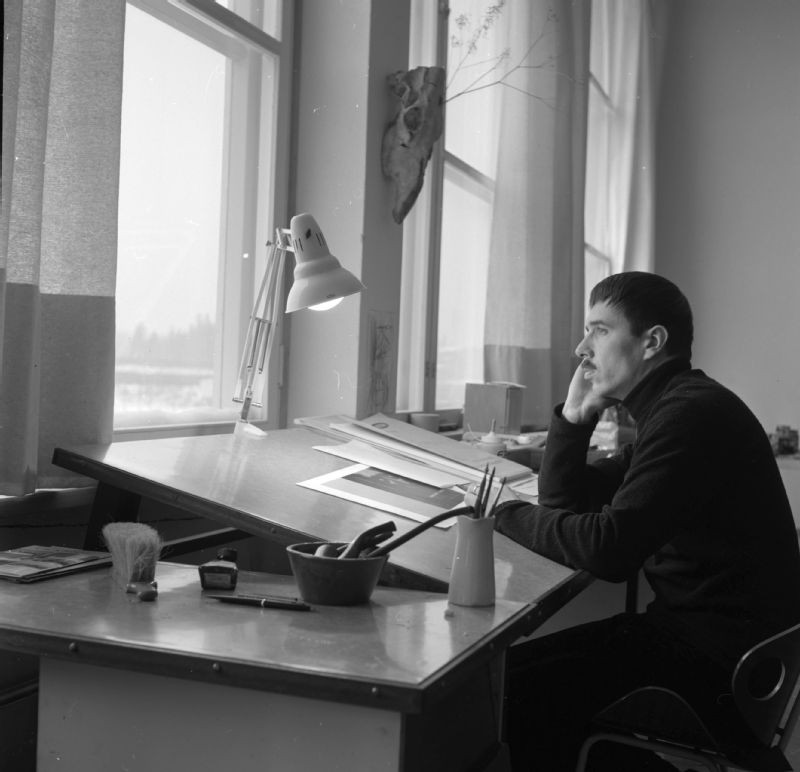
Kimmo Kaivanto.

Kaivantos mest kända skulpturer är den nio meter höga glasfiberskulpturen Kedjan, som avtäcktes 1972 i Helsingfors stadshus, och den rörliga skulpturen Ode till 60 000 sjöar i rostfritt stål utanför hotell Radisson SAS/Hesperia från samma år. Han utförde även väggmålningen Torget i Tammerfors kanslihus 1976, Finska bilder och Ultramare i passagerarfartyget GTS Finnjet 1977, monumentalskulpturen Silverbroar och fontänskulpturen Nereid i köpcentret Forum i Helsingfors 1985 samt en installation i Tammerforshuset 1990. 
Kaivanto framträdde från 1980-talet som porträttmålare och målade en rad kända personligheter såsom Väinö Linna (Stadsbiblioteket i Tammerfors), president Martti Ahtisaari (Statsrådsborgen, 1997) och Kalevi Sorsa (Riksdagshuset och Finlands Bank). Kaivanto utförde 1978 dekoren och kostymer till Aulis Sallinens opera Det röda strecket. Han utförde även högklassiga bokillustrationer och affischer bland annat för olika kulturevenemang. Han tillhörde den 1963 grundade utställningsgruppen Martianerna, som höll sin första gemensamma utställning 1964. Han var Årets konstnär vid Helsingfors festspel 1982, tilldelades professors titel 1995 och invaldes som ledamot av Académie Européenne 1997.